# Samenstelling Belgische Senaat 1936-1939
De lijst van leden van de Belgische Senaat van 1936 tot 1939. De Senaat telde toen 167 zetels. Op 24 mei 1936 werden 101 senatoren rechtstreeks verkozen. Het nationale kiesstelsel was in die periode gebaseerd op algemeen enkelvoudig stemrecht voor alle mannelijke Belgen van 21 jaar en ouder, volgens een systeem van evenredige vertegenwoordiging op basis van de methode-D'Hondt, gecombineerd met een districtenstelsel. Daarnaast waren er ook 44 provinciale senatoren, aangeduid door de provincieraden en 22 gecoöpteerde senatoren. 
De legislatuur liep van 23 juni 1936 tot 22 februari 1939. Tijdens deze legislatuur waren achtereenvolgens de regering-Van Zeeland II (juni 1936 - oktober 1937), de regering-Janson (oktober 1937 - mei 1938), de regering-Spaak I (mei 1938 - februari 1939) en de regering-Pierlot I (februari - april 1939) in functie. Van Zeeland II, Janson en Spaak I steunden op een meerderheid van katholieken, liberalen en socialisten. Pierlot I op een meerderheid van katholieken en socialisten. De regering-Pierlot I was echter instabiel en viel al na twee weken. Er werden vervroegde verkiezingen uitgeschreven.
De oppositie bestond dus uit de Vlaams-nationalisten, de rexisten en de communisten en vanaf februari 1939 ook uit de liberalen.

## Samenstelling
| Begin legislatuur (1936) | Begin legislatuur (1936) | Begin legislatuur (1936) | Begin legislatuur (1936) | Begin legislatuur (1936) | Begin legislatuur (1936) | Einde legislatuur (1939) | Einde legislatuur (1939) | Einde legislatuur (1939) |
| Fractie                  | Fractie                  | Rechtstr.                | Prov.                    | Gec.                     | Tot.                     | Fractie                  | Fractie                  | Zetels                   |
| ------------------------ | ------------------------ | ------------------------ | ------------------------ | ------------------------ | ------------------------ | ------------------------ | ------------------------ | ------------------------ |
|                          | Socialisten              | 40                       | 16                       | 9                        | 65                       |                          | Socialisten              | 66                       |
|                          | Katholieken              | 34                       | 15                       | 8                        | 57                       |                          | Katholieken              | 57                       |
|                          | Liberalen                | 11                       | 6                        | 2                        | 19                       |                          | Liberalen                | 19                       |
|                          | Rexisten                 | 8                        | 3                        | 1                        | 12                       |                          | Rexisten                 | 11                       |
|                          | Vlaams-nationalisten     | 5                        | 3                        | 1                        | 9                        |                          | Vlaams-nationalisten     | 9                        |
|                          | Communisten              | 3                        | 1                        | 1                        | 5                        |                          | Communisten              | 4                        |
|                          |                          |                          |                          |                          |                          |                          | Onafhankelijke           | 1                        |

Wijzigingen in fractiesamenstelling:
- In 1936 neemt de communist Paul Brien (provinciaal senator) ontslag. Zijn opvolger wordt de socialist Georges Donvil.
- De rexist Xavier de Hemricourt de Grunne (rechtstreeks gekozen senator) werd in 1937 uit zijn fractie gezet en zetelde vervolgens een jaar als onafhankelijke. Vanaf 1938 zetelde hij opnieuw voor de rexisten.
- In 1939 neemt de rexist Jean Lekeux (rechtstreeks gekozen senator) ontslag uit zijn partij, waarna hij zitting neemt als onafhankelijke.

## Lijst van de senatoren
| Senator                            | Partij             | Aanduiding                   | Kieskring                                   | Provincie       | Opmerkingen |
| ---------------------------------- | ------------------ | ---------------------------- | ------------------------------------------- | --------------- | --- |
| Jean-Joseph De Clercq              | Katholiek          | Rechtstreeks gekozen senator | Antwerpen                                   | -               | |
| Emmanuel Temmerman                 | Katholiek          | Rechtstreeks gekozen senator | Antwerpen                                   | -               | |
| Joseph De Hasque                   | Katholiek          | Rechtstreeks gekozen senator | Antwerpen                                   | -               | |
| Léon Dens                          | Liberaal           | Rechtstreeks gekozen senator | Antwerpen                                   | -               | |
| Robert Godding                     | Liberaal           | Rechtstreeks gekozen senator | Antwerpen                                   | -               | |
| Edward Van Eyndonck                | Socialist          | Rechtstreeks gekozen senator | Antwerpen                                   | -               | |
| Edward Claessens                   | Socialist          | Rechtstreeks gekozen senator | Antwerpen                                   | -               | |
| Jean Longville                     | Socialist          | Rechtstreeks gekozen senator | Antwerpen                                   | -               | |
| Lodewijk Rombaut                   | Socialist          | Rechtstreeks gekozen senator | Antwerpen                                   | -               | Vervangt vanaf 27 oktober 1936 de overleden Pierre Van Berckelaer. |
| Karel Dessain                      | Katholiek          | Rechtstreeks gekozen senator | Mechelen-Turnhout                           | -               | Voorzitter van de commissie PTT. |
| August De Boodt                    | Katholiek          | Rechtstreeks gekozen senator | Mechelen-Turnhout                           | -               | |
| Alfons Verbist                     | Katholiek          | Rechtstreeks gekozen senator | Mechelen-Turnhout                           | -               | |
| Jan Breugelmans                    | Socialist          | Rechtstreeks gekozen senator | Mechelen-Turnhout                           | -               | |
| Joseph Van Roosbroeck              | Socialist          | Rechtstreeks gekozen senator | Mechelen-Turnhout                           | -               | Secretaris. |
| Edmond Van Dieren                  | Vlaams-nationalist | Rechtstreeks gekozen senator | Mechelen-Turnhout                           | -               | Voorzitter van de Vlaams-nationalistische fractie. |
| Paul Crokaert                      | Katholiek          | Rechtstreeks gekozen senator | Brussel                                     | -               | Voorzitter van de commissie Landsverdediging. |
| Georges Cools de Juglart           | Katholiek          | Rechtstreeks gekozen senator | Brussel                                     | -               | |
| Leon Coenen                        | Katholiek          | Rechtstreeks gekozen senator | Brussel                                     | -               | |
| Augustin De Maeght                 | Katholiek          | Rechtstreeks gekozen senator | Brussel                                     | -               | |
| Fernand Demets                     | Liberaal           | Rechtstreeks gekozen senator | Brussel                                     | -               | Secretaris. |
| Octave Dierckx                     | Liberaal           | Rechtstreeks gekozen senator | Brussel                                     | -               | Voorzitter van de liberale fractie tot 24 november 1937. |
| Robert Catteau                     | Liberaal           | Rechtstreeks gekozen senator | Brussel                                     | -               | |
| Xavier de Hemricourt de Grunne     | Rexist             | Rechtstreeks gekozen senator | Brussel                                     | -               | Voorzitter van de rexistische fractie tot 27 november 1937, een functie die hij opnieuw uitoefende vanaf 8 november 1938. De Hemricourt de Grunne zetelde van 9 december 1937 tot 8 november 1938 als onafhankelijke.                                                              |
| Raymond Boon                       | Rexist             | Rechtstreeks gekozen senator | Brussel                                     | -               | |
| Marius Renard                      | Socialist          | Rechtstreeks gekozen senator | Brussel                                     | -               | |
| Pierre Lalemand                    | Socialist          | Rechtstreeks gekozen senator | Brussel                                     | -               | |
| Amédée Doutrepont                  | Socialist          | Rechtstreeks gekozen senator | Brussel                                     | -               | Secretaris. |
| William Van Remoortel              | Socialist          | Rechtstreeks gekozen senator | Brussel                                     | -               | Vervangt vanaf 7 september 1937 de overleden Guillaume Solau. Solau was tot aan zijn dood op 20 augustus 1937 voorzitter van de commissie Economische Zaken. |
| Pierre Finné                       | Vlaams-nationalist | Rechtstreeks gekozen senator | Brussel                                     | -               | |
| Isidore Heyndels                   | Communist          | Rechtstreeks gekozen senator | Brussel                                     | -               | Voorzitter van de communistische fractie. |
| Louis Verheyden                    | Katholiek          | Rechtstreeks gekozen senator | Leuven                                      | -               | |
| Victor De Wals                     | Katholiek          | Rechtstreeks gekozen senator | Leuven                                      | -               | |
| Gustave de Schrynmakers de Dormael | Rexist             | Rechtstreeks gekozen senator | Leuven                                      | -               | |
| Henri Corbeels                     | Socialist          | Rechtstreeks gekozen senator | Leuven                                      | -               | |
| Alfred Leurquin                    | Liberaal           | Rechtstreeks gekozen senator | Nijvel                                      | -               | |
| Jules Hans                         | Socialist          | Rechtstreeks gekozen senator | Nijvel                                      | -               | |
| Victor Van Hoestenberghe           | Katholiek          | Rechtstreeks gekozen senator | Brugge                                      | -               | |
| Arthur Verbrugge                   | Socialist          | Rechtstreeks gekozen senator | Brugge                                      | -               | |
| Marcel Sobry                       | Katholiek          | Rechtstreeks gekozen senator | Veurne-Diksmuide-Oostende                   | -               | |
| Albert de Spot                     | Katholiek          | Rechtstreeks gekozen senator | Veurne-Diksmuide-Oostende                   | -               | |
| Charles Gillès de Pelichy          | Katholiek          | Rechtstreeks gekozen senator | Roeselare-Tielt                             | -               | |
| Jan Mahieu Liebaert                | Katholiek          | Rechtstreeks gekozen senator | Roeselare-Tielt                             | -               | |
| Henri Dewaele                      | Socialist          | Rechtstreeks gekozen senator | Roeselare-Tielt                             | -               | |
| Gaston Gustave Bossuyt             | Katholiek          | Rechtstreeks gekozen senator | Kortrijk-Ieper                              | -               | |
| Gilbert Mullie                     | Katholiek          | Rechtstreeks gekozen senator | Kortrijk-Ieper                              | -               | Secretaris en voorzitter van de commissie Landbouw. |
| Joseph Coole                       | Socialist          | Rechtstreeks gekozen senator | Kortrijk-Ieper                              | -               | |
| Joseph Clays                       | Socialist          | Rechtstreeks gekozen senator | Kortrijk-Ieper                              | -               | |
| Fernand van Ackere                 | Katholiek          | Rechtstreeks gekozen senator | Gent-Eeklo                                  | -               | |
| Gustaaf Eylenbosch                 | Katholiek          | Rechtstreeks gekozen senator | Gent-Eeklo                                  | -               | |
| Alfred Vander Stegen               | Liberaal           | Rechtstreeks gekozen senator | Gent-Eeklo                                  | -               | |
| Emile Vergeylen                    | Socialist          | Rechtstreeks gekozen senator | Gent-Eeklo                                  | -               | |
| Rudolf Vercammen                   | Socialist          | Rechtstreeks gekozen senator | Gent-Eeklo                                  | -               | Vervangt vanaf 4 oktober 1938 de overleden Achiel De Roo. De Roo verving zelf vanaf 25 juni 1936 Frans Toch, die provinciaal senator werd. |
| Hilaire Gravez                     | Vlaams-nationalist | Rechtstreeks gekozen senator | Gent-Eeklo                                  | -               | |
| Alfons Du Bois                     | Katholiek          | Rechtstreeks gekozen senator | Dendermonde-Sint-Niklaas                    | -               | Vervangt vanaf 30 november 1937 de overleden Florent Beeckx. |
| Joris Devos                        | Katholiek          | Rechtstreeks gekozen senator | Dendermonde-Sint-Niklaas                    | -               | |
| Theofiel Van Peteghem              | Katholiek          | Rechtstreeks gekozen senator | Dendermonde-Sint-Niklaas                    | -               | Vervangt vanaf 30 november 1937 de overleden Alfons Hebbinckuys. |
| Alfons Pincé                       | Socialist          | Rechtstreeks gekozen senator | Dendermonde-Sint-Niklaas                    | -               | Vervangt vanaf 14 juli 1938 de overleden Pierre Van Fleteren. Van Fleteren was tot aan zijn dood op 12 juli 1938 voorzitter van de commissie Justitie. |
| Joseph De Clercq                   | Katholiek          | Rechtstreeks gekozen senator | Oudenaarde-Aalst                            | -               | Quaestor. |
| Gomar Van de Wiele                 | Liberaal           | Rechtstreeks gekozen senator | Oudenaarde-Aalst                            | -               | |
| Guillaume Denauw                   | Socialist          | Rechtstreeks gekozen senator | Oudenaarde-Aalst                            | -               | |
| Jan-Baptist De Neve                | Vlaams-nationalist | Rechtstreeks gekozen senator | Oudenaarde-Aalst                            | -               | |
| Henri de la Barre d'Erquelinnes    | Katholiek          | Rechtstreeks gekozen senator | Bergen-Zinnik                               | -               | Quaestor. |
| Pol-Clovis Boël                    | Liberaal           | Rechtstreeks gekozen senator | Bergen-Zinnik                               | -               | Ondervoorzitter, tot 13 juli 1938 voorzitter van de commissie Openbare Werken en vanaf 13 juli 1938 voorzitter van de commissie Openbare Werken en Werkverschaffing. |
| Vincent Volckaert                  | Socialist          | Rechtstreeks gekozen senator | Bergen-Zinnik                               | -               | Volckaert overlijdt op 12 februari 1939, maar wordt niet meer vervangen. Hij was tot aan zijn dood quaestor en voorzitter van de commissie Koloniën. |
| Hyacinthe Harmegnies               | Socialist          | Rechtstreeks gekozen senator | Bergen-Zinnik                               | -               | |
| Jules Roland                       | Socialist          | Rechtstreeks gekozen senator | Bergen-Zinnik                               | -               | Vervangt vanaf 30 juni 1936 René Coulon (communist). Coulon voldeed samen met alle andere communistische kandidaten in het arrondissement Bergen-Zinnik niet aan de voorwaarden om verkiesbaar te zijn als senator, waarna de zetel aan de socialist Jules Roland werd toegewezen. |
| Alexandre Spreutel                 | Socialist          | Rechtstreeks gekozen senator | Bergen-Zinnik                               | -               | |
| Georges Goffin                     | Socialist          | Rechtstreeks gekozen senator | Doornik-Aat                                 | -               | |
| Albert Moulin                      | Socialist          | Rechtstreeks gekozen senator | Doornik-Aat                                 | -               | |
| Henri Carton de Tournai            | Katholiek          | Rechtstreeks gekozen senator | Doornik-Aat                                 | -               | |
| Léon Guinotte                      | Liberaal           | Rechtstreeks gekozen senator | Charleroi-Thuin                             | -               | Vervangt vanaf 25 juni 1936 de overleden Georges Croquet. |
| René de Dorlodot                   | Katholiek          | Rechtstreeks gekozen senator | Charleroi-Thuin                             | -               | |
| Léon Matagne                       | Socialist          | Rechtstreeks gekozen senator | Charleroi-Thuin                             | -               | Secretaris. |
| Edmond Yernaux                     | Socialist          | Rechtstreeks gekozen senator | Charleroi-Thuin                             | -               | |
| Louis Bernard                      | Socialist          | Rechtstreeks gekozen senator | Charleroi-Thuin                             | -               | |
| Émile Demoulin                     | Socialist          | Rechtstreeks gekozen senator | Charleroi-Thuin                             | -               | |
| Louis Bourguignon                  | Communist          | Rechtstreeks gekozen senator | Charleroi-Thuin                             | -               | |
| Joseph Hanquet                     | Katholiek          | Rechtstreeks gekozen senator | Luik                                        | -               | |
| Hubert Rogister                    | Socialist          | Rechtstreeks gekozen senator | Luik                                        | -               | |
| Charles Van Belle                  | Socialist          | Rechtstreeks gekozen senator | Luik                                        | -               | Quaestor. |
| Alfred Laboulle                    | Socialist          | Rechtstreeks gekozen senator | Luik                                        | -               | |
| Joseph Mignolet                    | Rexist             | Rechtstreeks gekozen senator | Luik                                        | -               | |
| Charles de Fraipont                | Rexist             | Rechtstreeks gekozen senator | Luik                                        | -               | |
| Walther Noël                       | Communist          | Rechtstreeks gekozen senator | Luik                                        | -               | |
| Émile Jamoulle                     | Socialist          | Rechtstreeks gekozen senator | Hoei-Borgworm                               | -               | Vervangt vanaf 10 mei 1938 de overleden Fernand Lebeau. |
| Guillaume Joachim                  | Socialist          | Rechtstreeks gekozen senator | Hoei-Borgworm                               | -               | |
| André Simonis                      | Katholiek          | Rechtstreeks gekozen senator | Verviers                                    | -               | |
| Léonard Ohn                        | Socialist          | Rechtstreeks gekozen senator | Verviers                                    | -               | |
| Jean Lekeux                        | Rexist             | Rechtstreeks gekozen senator | Verviers                                    | -               | Zetelt vanaf 22 januari 1939 als onafhankelijke. |
| Joseph Smets                       | Katholiek          | Rechtstreeks gekozen senator | Hasselt-Tongeren-Maaseik                    | -               | |
| Alphonse Vandergraesen             | Katholiek          | Rechtstreeks gekozen senator | Hasselt-Tongeren-Maaseik                    | -               | |
| Julius Demarrez                    | Socialist          | Rechtstreeks gekozen senator | Hasselt-Tongeren-Maaseik                    | -               | |
| Jef Deumens                        | Vlaams-nationalist | Rechtstreeks gekozen senator | Hasselt-Tongeren-Maaseik                    | -               | Vervangt vanaf 16 november 1937 de overleden Simon Lindekens. |
| Hubert Pierlot                     | Katholiek          | Rechtstreeks gekozen senator | Aarlen-Marche-Bastenaken-Neufchâteau-Virton | -               | |
| Paul Misson                        | Rexist             | Rechtstreeks gekozen senator | Aarlen-Marche-Bastenaken-Neufchâteau-Virton | -               | |
| Auguste Devaux                     | Socialist          | Rechtstreeks gekozen senator | Aarlen-Marche-Bastenaken-Neufchâteau-Virton | -               | Vervangt vanaf 25 juni 1936 Daniel Clesse, die provinciaal senator wordt. |
| Maurice Servais                    | Katholiek          | Rechtstreeks gekozen senator | Namen-Dinant-Philippeville                  | -               | |
| Antoine Leroy                      | Rexist             | Rechtstreeks gekozen senator | Namen-Dinant-Philippeville                  | -               | Vervangt vanaf 24 januari 1939 de overleden Louis Rhodius. |
| Léon Sasserath                     | Liberaal           | Rechtstreeks gekozen senator | Namen-Dinant-Philippeville                  | -               | |
| Edouard Ronvaux                    | Socialist          | Rechtstreeks gekozen senator | Namen-Dinant-Philippeville                  | -               | |
| Henri Disière                      | Socialist          | Rechtstreeks gekozen senator | Namen-Dinant-Philippeville                  | -               | |
| Lodewijk Smits                     | Katholiek          | Provinciaal senator          | -                                           | Antwerpen       | |
| Joseph Van Cauwenbergh             | Katholiek          | Provinciaal senator          | -                                           | Antwerpen       | Voorzitter van de commissie Volksgezondheid. |
| Hendrik Picard                     | Vlaams-nationalist | Provinciaal senator          | -                                           | Antwerpen       | |
| Arthur Vanderpoorten               | Liberaal           | Provinciaal senator          | -                                           | Antwerpen       | |
| Georges Barnich                    | Socialist          | Provinciaal senator          | -                                           | Antwerpen       | |
| Herman Vos                         | Socialist          | Provinciaal senator          | -                                           | Antwerpen       | |
| Daniel Leyniers                    | Katholiek          | Provinciaal senator          | -                                           | Brabant         | Secretaris. |
| Cyrille Van Overbergh              | Katholiek          | Provinciaal senator          | -                                           | Brabant         | Voorzitter van de commissie Financiën en voorzitter van de katholieke fractie. |
| Pierre De Smet                     | Katholiek          | Provinciaal senator          | -                                           | Brabant         | |
| Emile Vinck                        | Socialist          | Provinciaal senator          | -                                           | Brabant         | Ondervoorzitter en voorzitter van de socialistische fractie. |
| Georges Donvil                     | Socialist          | Provinciaal senator          | -                                           | Brabant         | Vervangt vanaf 26 november 1936 Paul Brien (communist), die voltijds hoogleraar aan de ULB wordt. |
| Paul Henricot                      | Liberaal           | Provinciaal senator          | -                                           | Brabant         | Voorzitter van de liberale fractie vanaf 9 december 1937. |
| Lucien Beauduin                    | Liberaal           | Provinciaal senator          | -                                           | Brabant         | Quaestor. |
| Robert Gits                        | Rexist             | Provinciaal senator          | -                                           | Brabant         | |
| Alfons Van Coillie                 | Katholiek          | Provinciaal senator          | -                                           | West-Vlaanderen | |
| Edmond Depontieu                   | Katholiek          | Provinciaal senator          | -                                           | West-Vlaanderen | |
| Edouard Van Vlaenderen             | Socialist          | Provinciaal senator          | -                                           | West-Vlaanderen | |
| Marcel Vandenbulcke                | Vlaams-nationalist | Provinciaal senator          | -                                           | West-Vlaanderen | |
| Maurice Orban                      | Katholiek          | Provinciaal senator          | -                                           | Oost-Vlaanderen | |
| Gustaaf Gabriël                    | Katholiek          | Provinciaal senator          | -                                           | Oost-Vlaanderen | |
| Léon Thienpont                     | Katholiek          | Provinciaal senator          | -                                           | Oost-Vlaanderen | |
| Laurent De Wilde                   | Liberaal           | Provinciaal senator          | -                                           | Oost-Vlaanderen | |
| Frans Toch                         | Socialist          | Provinciaal senator          | -                                           | Oost-Vlaanderen | Tot 13 juli 1938 voorzitter van de commissie Vervoer en vanaf 13 juli 1938 voorzitter van de commissie Verkeerswezen. |
| Jules De Brouwer                   | Socialist          | Provinciaal senator          | -                                           | Oost-Vlaanderen | |
| Paul Gendebien                     | Katholiek          | Provinciaal senator          | -                                           | Henegouwen      | |
| Auguste Criquelion                 | Liberaal           | Provinciaal senator          | -                                           | Henegouwen      | |
| Joseph Bouilly                     | Socialist          | Provinciaal senator          | -                                           | Henegouwen      | |
| Jean Van Laerhoven                 | Socialist          | Provinciaal senator          | -                                           | Henegouwen      | |
| Jules Casterman                    | Socialist          | Provinciaal senator          | -                                           | Henegouwen      | |
| Joseph Nèves                       | Socialist          | Provinciaal senator          | -                                           | Henegouwen      | |
| Cassian Lohest                     | Katholiek          | Provinciaal senator          | -                                           | Luik            | |
| François Logen                     | Socialist          | Provinciaal senator          | -                                           | Luik            | Van 9 november 1937 tot 13 juli 1938 voorzitter van de commissie Economische Zaken en vanaf 13 juli 1938 voorzitter van de commissie Economische Zaken en Middenstand. |
| Jean Melein                        | Socialist          | Provinciaal senator          | -                                           | Luik            | |
| Rodolphe Bernard                   | Socialist          | Provinciaal senator          | -                                           | Luik            | |
| Georges Vigneron                   | Rexist             | Provinciaal senator          | -                                           | Luik            | Vervangt vanaf 26 januari 1937 de overleden Pierre Lifrange. |
| Edouard Janssens                   | Katholiek          | Provinciaal senator          | -                                           | Limburg         | |
| François Olyff                     | Liberaal           | Provinciaal senator          | -                                           | Limburg         | |
| Joseph Lysens                      | Vlaams-nationalist | Provinciaal senator          | -                                           | Limburg         | |
| Pierre Nothomb                     | Katholiek          | Provinciaal senator          | -                                           | Luxemburg       | |
| Daniel Clesse                      | Socialist          | Provinciaal senator          | -                                           | Luxemburg       | |
| Ernest Delvaux                     | Rexist             | Provinciaal senator          | -                                           | Luxemburg       | |
| Léon Legrand                       | Katholiek          | Provinciaal senator          | -                                           | Namen           | |
| Barthélémy Molet                   | Socialist          | Provinciaal senator          | -                                           | Namen           | |
| Henri Bernard                      | Socialist          | Provinciaal senator          | -                                           | Namen           | Vervangt vanaf 27 oktober 1936 Leonard Leclercq, die om gezondheidsredenen ontslag neemt. |
| Romain Moyersoen                   | Katholiek          | Gecoöpteerd senator          | -                                           | -               | Senaatsvoorzitter, tot 13 juli 1938 voorzitter van de commissie Buitenlandse Zaken en vanaf 13 juli 1938 voorzitter van de commissie Buitenlandse Zaken en Buitenlandse Handel. |
| Maria Baers                        | Katholiek          | Gecoöpteerd senator          | -                                           | -               | |
| Joseph Pholien                     | Katholiek          | Gecoöpteerd senator          | -                                           | -               | |
| Pieter-Jan Broekx                  | Katholiek          | Gecoöpteerd senator          | -                                           | -               | |
| Georges Rutten                     | Katholiek          | Gecoöpteerd senator          | -                                           | -               | |
| Georges Limage                     | Katholiek          | Gecoöpteerd senator          | -                                           | -               | |
| René Desmedt                       | Katholiek          | Gecoöpteerd senator          | -                                           | -               | |
| Charles d'Aspremont Lynden         | Katholiek          | Gecoöpteerd senator          | -                                           | -               | |
| Paul De Mont                       | Rexist             | Gecoöpteerd senator          | -                                           | -               | Voorzitter van de rexistische fractie van 27 november 1937 tot 8 november 1938. |
| Robert Gillon                      | Liberaal           | Gecoöpteerd senator          | -                                           | -               | Voorzitter van de commissie Binnenlandse Zaken. |
| Maurice August Lippens             | Liberaal           | Gecoöpteerd senator          | -                                           | -               | |
| Ferdinand Minnaert                 | Communist          | Gecoöpteerd senator          | -                                           | -               | |
| Marie Janson                       | Socialist          | Gecoöpteerd senator          | -                                           | -               | |
| Joseph Bologne                     | Socialist          | Gecoöpteerd senator          | -                                           | -               | |
| Henri Rolin                        | Socialist          | Gecoöpteerd senator          | -                                           | -               | Vanaf 13 juli 1938 voorzitter van de commissie Justitie. |
| Corneille Mertens                  | Socialist          | Gecoöpteerd senator          | -                                           | -               | |
| Pierre Diriken                     | Socialist          | Gecoöpteerd senator          | -                                           | -               | |
| Arthur Jauniaux                    | Socialist          | Gecoöpteerd senator          | -                                           | -               | Voorzitter van de commissie Arbeid en Sociale Voorzorg. |
| August Vermeylen                   | Socialist          | Gecoöpteerd senator          | -                                           | -               | Ondervoorzitter vanaf 30 maart 1938 en voorzitter van de commissie Openbaar Onderwijs. |
| Eugène Soudan                      | Socialist          | Gecoöpteerd senator          | -                                           | -               | Ondervoorzitter tot 12 maart 1938. |
| Hendrik De Man                     | Socialist          | Gecoöpteerd senator          | -                                           | -               | |
| Odila Maréchal                     | Vlaams-nationalist | Gecoöpteerd senator          | -                                           | -               | |